# Сега и завинаги
„Сега и завинаги“ (на турски: Asla Vazgeçmem, в най-близък превод „Никога няма да се откажа“) е турски телевизионен сериал в жанра любовна драма, продуциран от Gold Film, с участието на Толгахан Сайъшман, Амине Гюлше, Шафак Пекдемир, Юмит Йесин, Айшегюл Гюнай, Хюля Гюлшен Ърмак и Тугай Мерджан, излъчван по Show TV между 2015 и 2016 г. Сериалът, състоящ се от 3 сезона, завършва с 59-ия епизод, който е излъчен на 6 октомври 2016 г.

## Сюжет
Загубила баща си, Нур се премества от Адана в Истанбул, за да си намери добра работа. Тук тя среща богатия и красив бизнесмен Ийт Козан, в когото тя се влюбва и това променя животите им. Нур и Ийт се женят, но много скоро Нур разбира че съпругата на Ийт е жива и иска развод от него. Когато се събужда от 3-годишната кома, съпругата на Ийт не си спомня нищо от живота си. Единствено си спомня сватбата си с Ийт. Нур се грижи за сина на Ийт и Иджлял и двамата създават силна връзка помежду си. Появява се Фърат – братовчедът на Ийт, който е влюбен в Иджлял още от малък. Иджлял си спомня за катастрофата, която тя е предизвикала. Иджлял разбира за връзката на Нур и Ийт и започва война срещу Нур. Тя се преструва, че не си спомня нищо и създава много недоразумения между тях, така че до последно те не могат да са щастливи. Нур среща старата си любов Фатих и решава да се ожени за него, защото любовта и към Ийт и носи само болка и страдания. Иджлял пък се влюбва във Фърат. Под влияние на хапчета за шизофрения, давани нарочно на Нур от Фикрет, която е сестра на Фатих, Нур прегазва Мерт, сина на Ийт и Иджлял с колата си и влиза в затвора. След 3 месеца когато излиза на свобода, Ийт не иска да я вижда, защото не може да и прости за случилото се. В крайна сметка Нур и Фатих не се женят, след като се разбира, че Айтюл (майка на Иджлял и леля на Ийт) е плащала на Фикрет за да трови Нур. Айтюл насочва пистолет срещу Нур, но Ийт се появява и поема удара, за да предпази любимата си. След това Айтюл се самоубива. Фатих пристига малко по-късно, когато вече всичко е приключило. След това Иджлял постъпва в психиатрична клиника, където е посещавана редовно от Фърат. Нур и Ийт пък най-накрая се събират и сключват брак.

## Излъчване
| Сезон | Сезон | Епизоди | Начало на сезона  | Край на сезона  | Всички епизоди | ТВ сезон    | ТВ канал | Дата и час        |
| ----- | ----- | ------- | ----------------- | --------------- | -------------- | ----------- | -------- | ----------------- |
|       | 1     | 18      | 12 февруари 2015  | 11 юни 2015     | 1 – 18         | 2015        | Show TV  | четвъртък (20:00) |
|       | 2     | 38      | 1 октомври 2015   | 23 юни 2016     | 19 – 56        | 2015 – 2016 | Show TV  | четвъртък (20:00) |
|       | 3     | 3       | 22 септември 2016 | 6 октомври 2016 | 57 – 59        | 2016        | Show TV  | четвъртък (20:00) |

## Излъчване в България
| Сезон | Сезон | Епизоди | Начало на сезона     | Край на сезона     | Всички епизоди | ТВ сезон       | ТВ канал | Дата и час                 |
| ----- | ----- | ------- | -------------------- | ------------------ | -------------- | -------------- | -------- | -------------------------- |
|       | 1     | 47      | 19 септември 2017 г. | 22 ноември 2017 г. | 1 – 47         | 2017 г.        | bTV      | всеки делничен ден (20:00) |
|       | 2     | 88      | 23 ноември 2017 г.   | 3 април 2018 г.    | 48 – 135       | 2017 – 2018 г. | bTV      | всеки делничен ден (20:00) |
|       | 3     | 9       | 4 април 2018 г.      | 16 април 2018 г.   | 136 – 144      | 2018 г.        | bTV      | всеки делничен ден (20:00) |

## Актьорски състав
- Толгахан Сайъшман – Ийт Козан
- Амине Гюлше – Нур Демираа-Козан
- Шафак Пекдемир – Иджлял Демирер-Козан
- Айшегюл Гюнай – Айтюл Демирер
- Тугай Мерджан – Джахит Козан
- Йонджа Джевхер – Назан Козан
- Хюля Гюлшен Ърмак – Хафизе Челеби
- Юмит Йесин – Таяр Челеби
- Тууче Кумрал – Елмаз Челеби
- Яъзкан Дикмен – Емин Челеби
- Хакан Динчкол – Фърат Козан
- Еге Кьокенли – Ярен Козан
- Пойраз Байрамоглу – Мерт Козан
- Ерен Хаджъсалихоглу – Синан Демирер
- Гьозде Мутлуер – Ямур Козан
- Шенджан Гюлерюз – Керем Санджактар
- Ипек Елбан – Хазал
- Танер Румели – Фатих Селимер
- Зейнеп Кьосе – Фикрет Селимер
- Ферда Ъшъл – Дуду Челеби

## В България
В България първи сезон на сериала започва на 19 септември 2017 г. по bTV и завършва на 22 ноември. На 23 ноември започва втори сезон и завършва на 3 април 2018 г. На 4 април започва трети сезон и завършва на 16 април. Дублажът е на студио Медиа Линк. Ролите се озвучават от Гергана Стоянова, Петя Абаджиева, Цветослава Симеонова, Радослав Рачев (в първи сезон), Тодор Георгиев (във втори и трети сезон) и Виктор Танев.
На 2 февруари 2019 г. започва повторно излъчване по bTV Lady и завършва на 11 август. На 30 октомври започва ново повторение, като епизодите са с продължителност 45 минути и завършва на 19 юни 2020 г.